# おんな酒場放浪記
『おんな酒場放浪記』（おんなさかばほうろうき）は、BS-TBSで2012年4月7日から放送されている旅・バラエティ番組。『吉田類の酒場放浪記』のスピンオフ番組である。

## 概要
毎週月曜に放送されている『吉田類の酒場放浪記』のスピンオフ番組で、各界で活躍している飲酒好きの女性から、複数名が「酒場おんな」と称して出演。過去の同番組で吉田類が訪れた酒場を、「酒場おんな」から1名が実際に飲酒しながら改めて紹介している。2012年6月6日の「BS-TBSの日」には、『酒場放浪記スペシャル～海の男 吉田類とほろ酔い3人娘～』（『吉田類の酒場放浪記』とのコラボレーションによる特別番組）が放送された。
オープニングは2008年に改装された吉祥寺のいせや総本店の様子で、その後ゆっくり夜の街を歩く倉本康子の後ろ姿が映し出される。放送時間が60分であるレギュラー版では、1店につき15分の映像を「1本」として、4本立てで構成。「『酒場おんな』が酒場から出たところで総括する」というフォーマットは『吉田類の酒場放浪記』（本家）と同じだが、本家が酒場に纏わる吉田が詠んだ句をテロップで表示する形で締めているのに対し、同様の演出を採っているのは寺澤ひろみのみで、倉本は酒場の屋号を用いたあいうえお作文、万波奈穂は番組登場当初は普通の感想だったが、後に「五・七・五・七・七」の短歌形式の感想で締める形に変わった。古賀絵里子・栗原友・弓木春奈は単純に感想を表示する形で締めていた。また、古賀だけは2本撮りでも服装が被らない様に1本目と2本目で着替えていた。かつてはエンディングの提供クレジット表示後に『粋な酒呑み三か条』として「ご常連を敬うべし」、「大勢で騒ぐ事なかれ」、「長っ尻になるべからず」の三文が表示されていたが、後に廃止され、代わりに1本目の終了直後に『吉田類の酒場放浪記』の関連グッズ（CDやTシャツ）のCMが放送されている。
開始当初は2本とも新作だったが、2013年4月6日放送分からは『裸のアスリートII』が23時30分に枠移動したため、30分繰上げの23時からに変更、加えて2本目は1年前の再放送に変更された。2014年4月12日放送分からは『裸の - 』の枠移動（日曜朝9時30分）に伴い、60分に拡大され、本家同様新作1本に再放送3本の4本立てとなったが、2015年4月3日放送分から金曜日に移動し、放送枠も再び30分に縮小された。2016年10月5日放送分から水曜日に移動、さらに60分に再拡大され、再び本家同様新作1本に再放送3本の4本立てとなった。その後2018年10月19日放送分からは金曜日23時台に移動している。
当番組の公式サイトでは、『吉田類の酒場放浪記』と同じく、収録済みのロケ映像に「＃～」という通し番号（第1回で最初に放送された映像には「＃1」）を付与。この番号は本放送の早い順に付けられていて、放送枠を拡大した「スペシャル版」内のロケ映像にも1本ずつ割り振られているため、新作と再放送を区別するうえでの目安にもなっている。
なお、2023年3月31日に1時間枠で放送された『おんな酒場放浪記 よいの日WEEKスペシャル』には、TBSテレビの現職アナウンサーから初めて日比麻音子が「酒場おんな」として出演。ロケ先の大衆酒場（詳細後述）でビールジョッキになみなみと注がれた赤ワインを明るい表情で飲み干すほどの「飲みっぷり」が大きな反響を呼んでいるほか、BS-TBSではこのロケの映像を、『よいの日WEEKスペシャル』の後にも「単独番組」扱いで繰り返し放送している。その一方で、2020年11月20日放送分への出演を最後に出産と育児で当番組から遠ざかっていた弓木の卒業が、2023年9月までに正式に決まった。このような事情から、2023年10月6日放送分からは、弓木に代わって日比がレギュラーで「酒場おんな」に加わっている。ただし、翌週（同月13日）以降も弓木出演分の再放送を随時実施している。

## 放送時間

### 現在
BS-TBS
- 金曜日 23:00 - 翌0:00（2018年10月19日 - ）[注釈 2]
  - 『吉田類の酒場放浪記』と違って、本来の放送日が正月三が日と重なった場合には放送を休止する。
  - 2018年12月7日からは字幕放送、2021年10月22日からは4K放送を開始（4K放送は「BS-TBS 4K」チャンネルのみ）。
  - プロ野球中継が予定されている日に、中継を延長した場合のフィラー番組扱いで、4本分の再放送を60分間にわたって実施することがある。他の日にも、1本分の再放送枠が随時組まれている。

TVer
- 土曜日 12:00更新
  - 配信対象の動画は新規ロケ分の映像のみで、直近の本放送で再放送分と組み合わされていた場合にも、新規ロケパートの動画しか配信されない。ちなみに、サービスの開始当初は、本放送の翌週（水曜日の23:00）に更新されていた。

### 過去
- 土曜日 23:30 - 翌0:00（2012年4月7日 - 2013年3月30日）
- 土曜日 23:00 - 23:30（2013年4月6日 - 2014年4月5日）
- 土曜日 23:00 - 翌0:00（2014年4月12日 - 2015年3月28日）
- 金曜日 23:30 - 翌0:00（2015年4月3日 - 2016年9月30日）
- 水曜日 22:00 - 23:00[4]（2016年10月5日 - 2018年9月26日）[注釈 3]

GYAO!
- 土曜日 16:00 更新。2023年3月31日をもってGYAO!がサービス終了したことに伴い、提供を終了。

## 出演者

### 酒場おんな

#### 現在
- 倉本康子[1]（ファッションモデル、2012年4月7日 - ）
- 寺澤ひろみ（ハーモニカ奏者、2014年10月11日 - ）
- 日比麻音子（TBSテレビアナウンサー、2023年10月6日 - ）

#### 過去
- 古賀絵里子[5]（写真家、2012年4月7日 - 2014年3月22日）
- 栗原友（料理家、2012年5月5日 - 2014年5月3日）
- 万波奈穂[4][6]（女流囲碁棋士、2014年5月31日 - 2018年4月18日）
- 弓木春奈（気象予報士、2019年1月18日 - 2020年11月20日）

### ナレーター
- 河本邦弘

## テーマソング

### オープニングテーマ曲

#### 現在
- ほろ酔いの王国　作曲：高田漣、タイトル命名：吉田類（2024年10月11日～）

#### 過去
- Ezyptian Fantasy「エジプトの幻想」（The Klezmorim）

### エンディングテーマ曲
- Red Red Wine（UB40）

## 関連作品
DVD
発売元：BS-TBS/よしもとアール・アンド・シー、販売元：よしもとアール・アンド・シー
- おんな酒場放浪記 其の壱（2013年3月27日発売、YRBN-90550）

## 備考・エピソード
- 概要で先述した通り、オープニングの映像は吉祥寺のいせや総本店の現在の新装された姿で、本家同様初回にこの店を倉本が訪れた。また、本家と本番組で同じお店を見比べるために2012年の特番でも再放送された。
- プロ野球中継が延長となった日は、放送が繰り下げまたは休止の場合あり[注釈 4]。
- 当番組では基本的に「初めまして」の挨拶や降板する時のお知らせは基本的にされていないが、何名かは結婚・出産などの事情で事実上「降板」（新録ロケへの出演を終了）している。ちなみに、放送開始時点の「酒場おんな」のうち、2024年5月の時点で新録ロケへの出演を続けている女性は倉本だけである。
  - 2014年1月1日、古賀が京都市内の住職と結婚したことをブログで発表。合わせて、同年3月18日付で出張を伴う仕事を休業すると告知したため、同年3月22日放送分（＃159 新松戸「綱長井」）が最後の出演となった。
  - 2014年1月5日、栗原が入籍に伴い、同年5月3日（＃165 武蔵小杉「串焼 文福」）を最後に出演していない。古賀と栗原の出演回については、長らく通常放送枠でのリピート放送はなく、プロ野球中継時等に編成される不定期の再放送の時に放送されるのみであったが、2016年10月の放送枠の移動及び拡大を機にリピート放送が再開され、2023年12月30日に放送された「スタッフが選んだおススメ回一挙再放送」では、古賀出演の2012年6月16日放送分（＃22 南千住「大坪屋」）および栗原最終出演の2014年5月3日放送分（＃165 武蔵小杉「串焼 文福」）が再放送された。
  - 2018年2月、万波が結婚に伴い[6]三重県に転居。同年4月18日（#365 大井町「野焼」）の出演が最後。
  - 弓木は懐妊に伴って、2020年11月20日（#475 新高円寺「さかな陣兵衛」）を最後に出演を休止。出産後の2022年6月1日より育児と並行しながら公の活動を再開しているが、当番組への出演が途絶えたまま、当番組を卒業することが2023年9月までに決まった。
- 2020年5月8日の放送から『吉田類の酒場放浪記』と同様に新型コロナウイルス感染拡大防止のため、同年5月1日放送の#462（錦糸町「鳥平」/倉本康子）を最後にロケを自粛。これに伴い、番組の第1パート（冒頭15分間）の部分は、寺澤・倉本の自宅からの中継形式とし、過去に取材した店舗の主人とテレビ電話で会話しながら、そこにちなんだ酒やおつまみを取り寄せて進行する「今日はお家呑み」や新作と再放送とを交互して放送されている。
- BS-TBSでは、2023年3月27日（月曜日）から4月1日（土曜日）までの期間を「よいの日WEEK」に設定。この期間と重なる3月31日放送分では、『おんな酒場放浪記 よいの日WEEKスペシャル』として放送枠を1時間（23:00 - 翌0:00）まで拡大するとともに、日比が「緊急参戦」と銘打って大衆酒場でのロケに初めて参加した。
  - 日比はTBSテレビの現職アナウンサーでありながら、「飲酒はカルチャー」と公言したり、『アフター6ジャンクション』（パートナーとして週に1回出演しているTBSラジオの生放送番組）シリーズで飲酒を伴う生放送企画へ何度も臨んだりしている。さらに、2016年のTBSテレビ入社直後から当番組への出演を熱望していたことから、砂町銀座商店街（東京都江戸川区）の近く（南砂町）でおよそ70年にわたって営業している「山城屋」でのロケが実現。さらに、このロケの模様を収録した映像が『よいの日WEEKスペシャル』で放送されたことをきっかけに、弓木の後任として2023年10月以降の放送にレギュラーで出演することが決まった。
  - 『よいの日WEEKスペシャル』には「あの街で呑みたい」という共通のテーマが設けられていたため、倉本出演分のロケは「10代の頃にファッションモデルとしての仕事で定期的に訪れていた」という栃木県宇都宮市で営業している「庄助」、寺澤出演分のロケは「親族が居住している」という愛知県名古屋市の「大甚本店」で収録された。
  - BS-TBSでは、当番組で『よいの日WEEKスペシャル』が放送された翌日（4月1日）の夜（19:00 - 20:54）に、『オトナを楽しもう 春のよいの日 生放送スペシャル』を編成。薬丸裕英が司会・日比が進行役を務めたほか、『酒場放浪記』シリーズを代表して吉田と倉本がゲストで出演した[7]。
- 2024年の初回放送（1月5日）では、『おんな酒場放浪記　3人揃って新年会スペシャル』と銘打って、当時の「酒場おんな」（倉本・寺本・日比）全員による晴れ着姿での「新年会」（東京都墨田区の「三祐酒場 八広店 はなれ」で2023年12月に収録した「＃555」扱い）の映像を前半の30分間に放送。その一方で、後半の30分間を寺澤出演分（＃399 自由が丘「ほさかや」）・倉本出演分（＃300 亀有「江戸っ子」）の再放送に充てた。なお、『3人揃って新年会スペシャル』については、本放送から3週間後（2024年1月26日）のレギュラー版で前半に再放送。
- 2024年2月4日（日曜日）付の『サンケイスポーツ』では、日比へのインタビュー記事を「ヒューマン」（芸能面のインタビュー特集）に掲載。本人が千葉市松戸市内で臨んでいた「＃556」（同月9日放送分）向けのロケ中にインタビューを受けていたことから、この記事では、「ニカ　カレーショップ」でのロケの様子や尾賀達朗（当時のチーフプロデューサー）からのコメントも紹介されている[8] 。
  - 日比は当番組へのレギュラー出演を始めてからも、生放送番組（『Nスタ』『王様のブランチ』や『アフター6ジャンクション』シリーズ）を含む多数の番組を地上波（TBSテレビ・ラジオ）で担当している。このような事情から、本人が参加した新録ロケの映像が放送される頻度は1 - 2ヶ月に1 - 2本程度で、倉本・寺澤出演分の新録映像に比べて少ない。